# Tế Công (phim truyền hình TVB)
Tế Công (tiếng Trung: 濟公) là phim truyền hình 1997 do hãng TVB sản xuất. Bộ phim lấy cảm hứng từ cuộc đời của nhà sư Tế Công.

## Nội dung
Giáng Long, Hao Thiên Khuyển và Ngọc Nữ bị giáng xuống trần gian do những lỗi lầm mắc phải khi còn trên thiên đình, chỉ khi cả ba làm hòa mới được trở về trời. Giáng Long và Hao Thiên Khuyển đầu thai vào nhà họ Lý còn Ngọc Nữ làm em họ của cả hai. Giáng Long cưới Ngọc Nữ làm vợ nhưng trong ngày đại hôn cô nàng chết. Quan Âm cho thời gian quay ngược lại để giúp anh chàng không làm chết Ngọc Nữ. Từ đó, Giáng Long quyết chí tu hành nhưng lại gây ra đau khổ cho Ngọc Nữ. Trước tấm chân tình của Hao Thiên Khuyển, Ngọc Nữ dần chuyển tình cảm trước đây sang một bên nhưng lại bị Hao Thiên Khuyển trêu đùa khiến nàng mất mặt trước nhiều người. Vì muốn một tay che trời nên Hao Thiên Khuyển lỡ tay làm vỡ tinh thạch đặc biệt quyết định vận mệnh của nhân giới. Cả bầu trời chìm vào một màu đen tối và tận thế sắp đến, mọi người trở nên vui vẻ làm những điều mình muốn trước khi chết. Sau đó, Giáng Long, Hao Thiên Khuyển và Ngọc Nữ đồng tâm hợp lực hi sinh thân mình cứu thế gian và cuối cùng được trở về tiên giới sau khi ân oán trước kia đã được hóa giải.

## Phân vai

### Nhà họ Lý
| Diễn viên        | Nhân vật                         |
| ---------------- | -------------------------------- |
| Lý Long Cơ       | Lý Tán Thiện                     |
| Lô Uyển Nhân     | Lưu Bát Thải                     |
| Hàn Mã Lợi       | Kim Thiểu Chi                    |
| Lương Vinh Trung | Lý Tu Nguyên / Giáng Long La Hán |
| Hà Bảo Sinh      | Lý Thích Nguyên                  |

### Nhà họ Kỉ
| Diễn viên       | Nhân vật         |
| --------------- | ---------------- |
| Tần Hoàng       | Kỉ Uy            |
| Lương Tiểu Băng | Kỉ Nhu / Ngọc Nữ |

### Nhà họ Triệu
| Diễn viên     | Nhân vật        |
| ------------- | --------------- |
| Hạ Bình       | Triệu Đại Nương |
| La Mãng       | Triệu Bân       |
| Trần Thải Lam | Lam Sửu Sửu     |

### Thiên đình
| Diễn viên   | Nhân vật       |
| ----------- | -------------- |
| Lê Bỉ Đắc   | Phục Hổ La Hán |
| Bạch Nhân   | Quan Âm Đại Sĩ |
| Lý Gia Đỉnh | Nhị Lang Thần  |
| Hoàng Tân   | Nguyệt lão     |

### Nhân vật khác
| Diễn viên       | Nhân vật                   |
| --------------- | -------------------------- |
| Du Minh         | Tính Không Đại Sư          |
| Đặng Triệu Tôn  | Quảng Lượng                |
| Đặng Anh Mẫn    | Kim Thiểu Quý              |
| Đàm Tuyền Khánh | Trần Thiết                 |
| Lăng Hán        | Đông Thúc                  |
| Vương Hiền Chí  | Đại Hán                    |
| Vương Vĩ Lương  | bạn đồng hương của Đại Hán |